# Mohammad Bagheri Motamed
Mohammad Bagheri Motamed (in persiano محمد باقری معتمد‎; Teheran, 24 gennaio 1986) è un taekwondoka iraniano.

## Palmarès
- Giochi olimpici

Londra 2012: argento nei 68 kg.
- Mondiali

Copenaghen 2009: oro nei 68 kg.
Gyeongju 2011: argento nei 68 kg.
- Giochi asiatici

Canton 2010: oro nei 68 kg.
- Asiatici

Amman 2002: bronzo nei 54 kg.
Seongnam 2004: argento nei 58 kg.
Luoyang 2008: oro nei 67 kg.
Astana 2010: oro nei 68 kg.
- Universiadi

Smirne 2005: argento nei 62 kg.
Bangkok 2007: oro nei 67 kg.
- Giochi islamici della solidarietà

Palembang 2013: oro nei 68 kg.